# Llista d'asteroides/153001-153100
| Nom      | Designació provisional | Data de descobriment   | Lloc de descobriment | Descobridor/s  |
| -------- | ---------------------- | ---------------------- | -------------------- | -------------- |
| 153001 - | 2000 JM4               | 1 de maig de 2000      | Kitt Peak            | Spacewatch     |
| 153002 - | 2000 JG5               | 2 de maig de 2000      | Socorro              | LINEAR         |
| 153003 - | 2000 JH30              | 7 de maig de 2000      | Socorro              | LINEAR         |
| 153004 - | 2000 JU30              | 7 de maig de 2000      | Socorro              | LINEAR         |
| 153005 - | 2000 JA31              | 7 de maig de 2000      | Socorro              | LINEAR         |
| 153006 - | 2000 JQ35              | 7 de maig de 2000      | Socorro              | LINEAR         |
| 153007 - | 2000 JU35              | 7 de maig de 2000      | Socorro              | LINEAR         |
| 153008 - | 2000 JA44              | 7 de maig de 2000      | Socorro              | LINEAR         |
| 153009 - | 2000 JM52              | 9 de maig de 2000      | Socorro              | LINEAR         |
| 153010 - | 2000 JZ55              | 6 de maig de 2000      | Socorro              | LINEAR         |
| 153011 - | 2000 JN78              | 10 de maig de 2000     | Anderson Mesa        | LONEOS         |
| 153012 - | 2000 JG87              | 2 de maig de 2000      | McDonald             | T. L. Farnham  |
| 153013 - | 2000 KO8               | 28 de maig de 2000     | Socorro              | LINEAR         |
| 153014 - | 2000 KQ8               | 28 de maig de 2000     | Socorro              | LINEAR         |
| 153015 - | 2000 KP27              | 28 de maig de 2000     | Socorro              | LINEAR         |
| 153016 - | 2000 KM36              | 28 de maig de 2000     | Socorro              | LINEAR         |
| 153017 - | 2000 KR38              | 24 de maig de 2000     | Kitt Peak            | Spacewatch     |
| 153018 - | 2000 KN41              | 27 de maig de 2000     | Socorro              | LINEAR         |
| 153019 - | 2000 KW41              | 27 de maig de 2000     | Socorro              | LINEAR         |
| 153020 - | 2000 KF49              | 30 de maig de 2000     | Kitt Peak            | Spacewatch     |
| 153021 - | 2000 KU57              | 24 de maig de 2000     | Anderson Mesa        | LONEOS         |
| 153022 - | 2000 LV6               | 1 de juny de 2000      | Kitt Peak            | Spacewatch     |
| 153023 - | 2000 LA32              | 5 de juny de 2000      | Anderson Mesa        | LONEOS         |
| 153024 - | 2000 LQ36              | 1 de juny de 2000      | Haleakala            | NEAT           |
| 153025 - | 2000 NK23              | 5 de juliol de 2000    | Anderson Mesa        | LONEOS         |
| 153026 - | 2000 NH25              | 4 de juliol de 2000    | Anderson Mesa        | LONEOS         |
| 153027 - | 2000 OP                | 23 de juliol de 2000   | Reedy Creek          | J. Broughton   |
| 153028 - | 2000 OW7               | 30 de juliol de 2000   | Socorro              | LINEAR         |
| 153029 - | 2000 OT37              | 30 de juliol de 2000   | Socorro              | LINEAR         |
| 153030 - | 2000 PV1               | 1 d'agost de 2000      | Socorro              | LINEAR         |
| 153031 - | 2000 PM9               | 6 d'agost de 2000      | Siding Spring        | R. H. McNaught |
| 153032 - | 2000 PB15              | 1 d'agost de 2000      | Socorro              | LINEAR         |
| 153033 - | 2000 PC16              | 1 d'agost de 2000      | Socorro              | LINEAR         |
| 153034 - | 2000 PY17              | 1 d'agost de 2000      | Socorro              | LINEAR         |
| 153035 - | 2000 PR18              | 1 d'agost de 2000      | Socorro              | LINEAR         |
| 153036 - | 2000 PC24              | 2 d'agost de 2000      | Socorro              | LINEAR         |
| 153037 - | 2000 PZ25              | 4 d'agost de 2000      | Haleakala            | NEAT           |
| 153038 - | 2000 QT                | 23 d'agost de 2000     | Olathe               | L. Robinson    |
| 153039 - | 2000 QH4               | 24 d'agost de 2000     | Socorro              | LINEAR         |
| 153040 - | 2000 QX6               | 24 d'agost de 2000     | Socorro              | LINEAR         |
| 153041 - | 2000 QZ10              | 24 d'agost de 2000     | Socorro              | LINEAR         |
| 153042 - | 2000 QP14              | 24 d'agost de 2000     | Socorro              | LINEAR         |
| 153043 - | 2000 QN25              | 26 d'agost de 2000     | Socorro              | LINEAR         |
| 153044 - | 2000 QG47              | 24 d'agost de 2000     | Socorro              | LINEAR         |
| 153045 - | 2000 QV53              | 25 d'agost de 2000     | Socorro              | LINEAR         |
| 153046 - | 2000 QE66              | 28 d'agost de 2000     | Socorro              | LINEAR         |
| 153047 - | 2000 QW68              | 29 d'agost de 2000     | Bisei SG Center      | BATTeRS        |
| 153048 - | 2000 QN75              | 24 d'agost de 2000     | Socorro              | LINEAR         |
| 153049 - | 2000 QK77              | 24 d'agost de 2000     | Socorro              | LINEAR         |
| 153050 - | 2000 QL95              | 26 d'agost de 2000     | Socorro              | LINEAR         |
| 153051 - | 2000 QV95              | 26 d'agost de 2000     | Socorro              | LINEAR         |
| 153052 - | 2000 QO98              | 28 d'agost de 2000     | Socorro              | LINEAR         |
| 153053 - | 2000 QQ100             | 28 d'agost de 2000     | Socorro              | LINEAR         |
| 153054 - | 2000 QF117             | 25 d'agost de 2000     | Socorro              | LINEAR         |
| 153055 - | 2000 QZ125             | 31 d'agost de 2000     | Socorro              | LINEAR         |
| 153056 - | 2000 QN138             | 31 d'agost de 2000     | Socorro              | LINEAR         |
| 153057 - | 2000 QE146             | 31 d'agost de 2000     | Socorro              | LINEAR         |
| 153058 - | 2000 QA152             | 26 d'agost de 2000     | Socorro              | LINEAR         |
| 153059 - | 2000 QE158             | 31 d'agost de 2000     | Socorro              | LINEAR         |
| 153060 - | 2000 QU166             | 31 d'agost de 2000     | Socorro              | LINEAR         |
| 153061 - | 2000 QY168             | 31 d'agost de 2000     | Socorro              | LINEAR         |
| 153062 - | 2000 QD172             | 31 d'agost de 2000     | Socorro              | LINEAR         |
| 153063 - | 2000 QC176             | 31 d'agost de 2000     | Socorro              | LINEAR         |
| 153064 - | 2000 QG179             | 31 d'agost de 2000     | Socorro              | LINEAR         |
| 153065 - | 2000 QO186             | 26 d'agost de 2000     | Socorro              | LINEAR         |
| 153066 - | 2000 QT187             | 26 d'agost de 2000     | Socorro              | LINEAR         |
| 153067 - | 2000 QG195             | 26 d'agost de 2000     | Socorro              | LINEAR         |
| 153068 - | 2000 QE201             | 29 d'agost de 2000     | Socorro              | LINEAR         |
| 153069 - | 2000 QQ202             | 29 d'agost de 2000     | Socorro              | LINEAR         |
| 153070 - | 2000 QX206             | 31 d'agost de 2000     | Socorro              | LINEAR         |
| 153071 - | 2000 QW207             | 31 d'agost de 2000     | Socorro              | LINEAR         |
| 153072 - | 2000 QK210             | 31 d'agost de 2000     | Socorro              | LINEAR         |
| 153073 - | 2000 QS212             | 31 d'agost de 2000     | Socorro              | LINEAR         |
| 153074 - | 2000 QV214             | 31 d'agost de 2000     | Socorro              | LINEAR         |
| 153075 - | 2000 QR222             | 21 d'agost de 2000     | Anderson Mesa        | LONEOS         |
| 153076 - | 2000 QO228             | 31 d'agost de 2000     | Socorro              | LINEAR         |
| 153077 - | 2000 QY231             | 29 d'agost de 2000     | Socorro              | LINEAR         |
| 153078 - | 2000 QW245             | 26 d'agost de 2000     | Cerro Tololo         | M. W. Buie     |
| 153079 - | 2000 RF4               | 1 de setembre de 2000  | Socorro              | LINEAR         |
| 153080 - | 2000 RJ8               | 1 de setembre de 2000  | Socorro              | LINEAR         |
| 153081 - | 2000 RU19              | 1 de setembre de 2000  | Socorro              | LINEAR         |
| 153082 - | 2000 RB22              | 1 de setembre de 2000  | Socorro              | LINEAR         |
| 153083 - | 2000 RH28              | 1 de setembre de 2000  | Socorro              | LINEAR         |
| 153084 - | 2000 RQ29              | 1 de setembre de 2000  | Socorro              | LINEAR         |
| 153085 - | 2000 RU38              | 4 de setembre de 2000  | Socorro              | LINEAR         |
| 153086 - | 2000 RX41              | 3 de setembre de 2000  | Socorro              | LINEAR         |
| 153087 - | 2000 RG43              | 3 de setembre de 2000  | Socorro              | LINEAR         |
| 153088 - | 2000 RP45              | 3 de setembre de 2000  | Socorro              | LINEAR         |
| 153089 - | 2000 RL49              | 5 de setembre de 2000  | Socorro              | LINEAR         |
| 153090 - | 2000 RL54              | 3 de setembre de 2000  | Socorro              | LINEAR         |
| 153091 - | 2000 RN58              | 7 de setembre de 2000  | Kitt Peak            | Spacewatch     |
| 153092 - | 2000 RU74              | 3 de setembre de 2000  | Socorro              | LINEAR         |
| 153093 - | 2000 RP76              | 4 de setembre de 2000  | Socorro              | LINEAR         |
| 153094 - | 2000 RB93              | 3 de setembre de 2000  | Socorro              | LINEAR         |
| 153095 - | 2000 RY93              | 4 de setembre de 2000  | Anderson Mesa        | LONEOS         |
| 153096 - | 2000 SZ2               | 19 de setembre de 2000 | Kitt Peak            | Spacewatch     |
| 153097 - | 2000 SQ3               | 20 de setembre de 2000 | Socorro              | LINEAR         |
| 153098 - | 2000 ST4               | 20 de setembre de 2000 | Socorro              | LINEAR         |
| 153099 - | 2000 SY10              | 22 de setembre de 2000 | Socorro              | LINEAR         |
| 153100 - | 2000 SN11              | 24 de setembre de 2000 | Socorro              | LINEAR         |